# Нільтава індокитайська
Нільтава індокитайська (Cyornis sumatrensis) — вид горобцеподібних птахів родини мухоловкових (Muscicapidae). Мешкає в Південно-Східній Азії. Раніше він вважався консецифічним з вохристоволою нільтавою.

## Підвиди
Виділяють три підвиди:
- C. s. sumatrensis (Sharpe, 1879) — південь М'янми, Малайський півострів, північ Суматри;
- C. s. indochina Chasen & Kloss, 1928 — південний схід М'янми, Індокитай;
- C. s. lamprus Oberholser, 1917 —  Анамбаські острови[en].

## Поширення і екологія
Індокитайські нільтави живуть у сухих тропічних лісах, мангрових лісах, вологих чагарникових і прибережних заростях, на плантаціях і полях, у садах на висоті до 915 м над рівнем моря. 
Новий вид кліщів Proterothrix cyornis був знайдений на індокитайській нільтаві з В'єтнаму.